# Пенинсула / Фелсигет (фестивал)
„Пенинсула“ / „Фелсигет“ (на румънски: Peninsula; на унгарски: Félsziget) е ежегоден музикален фестивал в Трансилвания, Румъния за румънска, унгарска и чуждестранна музика.
Провежда се в Търгу Муреш от 2003 до 2012 г. и след това в Клуж-Напока.
| Година | LineUp |
| ------ | --- |
| 2011   | - Германия Guano Apes - Великобритания Foreign Beggars - Белгия K's Choice - Великобритания Kasabian - Канада Danko Jones - Германия Markus Schulz - Румъния Grimus - САЩ „Студжис“ - Нидерландия Within Temptation - Швеция Хамърфол - Австралия Dub FX - Канада Tiga |
| 2010   | - Великобритания – Tricky - САЩ – KоЯn - Финландия – The Rasmus - Швеция – Europe - Нидерландия – Fedde le Grand - Испания – Ska-P - Великобритания – Above and Beyond - Великобритания – Sub Focus - Нидерландия – Noisia - Франция – Babylon Circus - Аржентина – Hernan Cattaneo - Австрия – Parov Stelar - Великобритания – Gorillaz - Великобритания – Therapy? - Сърбия – Félix Lajkó              |
| 2009   | - Великобритания – The Prodigy - САЩ – Nine Inch Nails - Нидерландия – Tiësto - Великобритания – Freestylers - Унгария – Tankcsapda - Унгария – Neo - Германия – Booka Shade - Германия – Blank & Jones - Австрия – Parov Stelar - Великобритания – Primal Scream - Унгария – Kispál és a Borz |
| 2008   | - Германия – Avantasia - Великобритания – Morcheeba - Германия – Beatsteaks - Нидерландия – Epica - САЩ – LTJ Bukem & MC Conrad - Унгария – Tankcsapda - Унгария – Subscribe - Унгария – Republic - Унгария – 30Y - Унгария – Kalapács - Румъния – The Mushroom Story - Унгария – Ektomorf - Румъния – Vama - Румъния – Fading Circles - Румъния – Vita de Vie - Румъния – Altar - Румъния – Nightlosers |
| 2007   | - Норвегия – Theatre of Tragedy - Великобритания – Kosheen - Франция – Gojira - Великобритания – The Exploited - Унгария – Tankcsapda - Унгария – Kispál és a Borz - Румъния – Vita de Vie - Румъния – Altar - Унгария – Ossian - Унгария – Depresszió - Унгария – Ákos - Унгария – Quimby - САЩ – Gogol Bordello                                                                                        |
| 2006   | - Финландия – The Rasmus - Унгария – Moby Dick - Унгария – Bikini - Унгария – Tankcsapda - Румъния – Phoenix - Румъния – Altar |
| 2005   | - Финландия – Apocalyptica - Великобритания – Freestylers - Унгария – Tankcsapda - Унгария – Ossian |
| 2004   | - Великобритания – Chumbawamba - Унгария – Republic - Унгария – Moby Dick - Унгария – Tankcsapda |
| 2003   | |